# 富內村
富內村（日语：〔〕／ Tomunai mura */?）是日本統治下的樺太廳大泊郡的已不存在的一村。
名稱來自於阿伊努語的「to-un-nay-car」（從湖中流出的河流的口）。

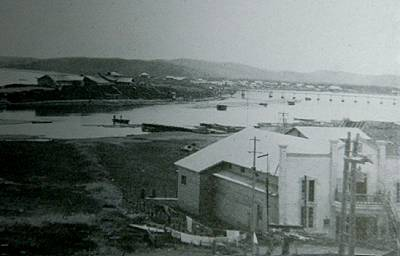
街景
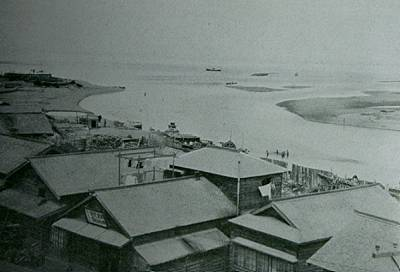
街景

1. ↑  南樺太:概要・地名解・史実 p.242